# Arleen Sorkin
Pour les articles homonymes, voir Sorkin.
Arleen Sorkin, née le 14 octobre 1955 à Washington DC (États-Unis) et morte le 24 août 2023 à Los Angeles, est une actrice, scénariste et productrice américaine.

## Biographie

### Jeunesse
Arleen Sorkin est née le 14 octobre 1955 à Washington DC, aux États-Unis. Son père était dentiste et producteur du film Something the Lord Made (2004). Elle a deux frères, Arthur et Robert. Sa famille est juive.

### Carrière
Arleen Sorkin est connue pour être la principale source d'inspiration du personnage de DC Comics Harley Quinn. Amie du scénariste Paul Dini qui travaille sur la série d'animation Batman de 1992, ce dernier voit Sorkin dans un épisode de la série Des Jours et des vies dans lequel son personnage est déguisé en costume d'arlequin. Dini crée alors le  personnage d'Harley Quinn qui apparait dès 1992 dans l'épisode Joker’s Favor de la série Batman, dans lequel le personnage est interprété par Arleen Sorkin. Décrite comme une femme de main du Joker et prévue pour apparaitre uniquement dans l'épisode, Harley Quinn gagne rapidement en popularité et devient un personnage des comics,. Le personnage revient également dans d'autres œuvres du DC Animated Universe, avec toujours Arleen Sorkin pour lui prêter sa voix.

### Mort
Arleen Sorkin meurt de la sclérose en plaques le 24 août 2023 à l'âge de 67 ans.

## Filmographie

### comme actrice
Sauf indication contraire, les informations mentionnées dans cette section peuvent être confirmées par la base de données cinématographiques IMDb,  présente dans la section « Liens externes ».

#### Prise de vues réelles
- 1983 : Un fauteuil pour deux (Trading Places) de John Landis : Woman at Party (film)
- 1984-1990 / 1992 / 2006 / 2010 : Des jours et des vies (Days of our Lives) : Calliope Jones (427 épisodes)
- 1986 : Odd Jobs : Diner Waitress (film)
- 1988 : Hobgoblins : [Qui ?]
- 1985 : From Here to Maternity : Judy (téléfilm)
- 1987-1989 : Duet : Geneva (série télévisée, 25 épisodes)
- 1990 : America's Funniest People : Host (1990-1992) (série télévisée)
- 1991 : Ted and Venus de Bud Cort : Marcia (film)
- 1991 : L'embrouille est dans le sac (Oscar) : Vendetti's Manicurist (film)
- 1992 : I Don't Buy Kisses Anymore de Robert Marcarelli : Monica (film)
- 1993 : Perry Mason: The Case of the Killer Kiss : Peg Ferman (téléfilm)
- 2004 : Comic Book: The Movie : Ms. Q (studio secretary) (Documentaire parodique)

#### Animation
- 1992-1995 : Batman (Batman: The Animated Series) : Harley Quinn (série, 9 épisodes)
- 1993 : Batman contre le fantôme masqué (Batman: Mask of the Phantasm) : Bambi (film)
- 1997-1999 : Batman, les nouvelles aventures (The New Batman Adventures) : Harley Quinn (série, 6 épisodes)
- 1997 : Superman, l'Ange de Metropolis (Superman: The Animated Series) : Harley Quinn / Batman (série, saison 2, 3 épisodes)
- 2000-2002 : Gotham Girls (série télévisée) : Harley Quinn (série, 25 épisodes)
- 2000 : Batman, la relève : Le Retour du Joker (Batman Beyond: Return of the Joker) : Harley Quinn dite  « Nana Harley » (film)
- 2003 : La Ligue des justiciers (Justice League) : Harley Quinn (série, saison 2, épisodes 21 et 22)
- 2003 : Static Choc (Static Shock) : Harley Quinn (série, saison 3, épisode 1)

#### Jeux vidéo
- 2001 : Batman Vengeance : Harley Quinn
- 2009 : Batman: Arkham Asylum : Harley Quinn
- 2011 : DC Universe Online : Harley Quinn (1er voix)

### comme scénariste
- 1997 : Fired Up (série télévisée)
- 1997 : Trait pour trait (Picture Perfect) (film)

### comme productrice
- 1997 : Fired Up (série télévisée)